# Портнов, Владимир Михайлович
Владимир Михайлович Портнов (29 августа 1940 — 14 июля 2023) — советский, израильский и российский театральный режиссёр, актёр.

## Биография
Владимир Портнов родился 29 августа 1940 года. Сыграл более ста ролей в театре и около тридцати ролей в кино и на телевидении.
Режиссёр-постановщик спектаклей в театрах им. Маяковского, Станиславского, был главным режиссёром в Театре на Малой Бронной.
Владимир Портнов преподавал в Казанском театральном училище.
В 1991 году репатриировался в Израиль, где прожил более 10 лет. В качестве актёра играл на сцене театра «Гешер», ставил спектакли в национальном театре «Габима», театре Семёна Злотникова «Ноев ковчег», театре «Гешер». В 2002 году вернулся в Россию.
Скончался 14 июля 2023 года на 83-м году жизни.

## Творчество

### Постановки в театре
- 1974 — «Человек со стороны» Дворецкого (Кировский драматический театр)[5][нет в источнике]
- 1974 — «Прошлым летом в Чулимске» Вампилова (Кировский драматический театр)
- 1976 — «Проводы» И. Дворецкого (Казанский русский БДТ имени В. И. Качалова)
- 1976 — «Утиная охота» Вампилова (Казанский русский БДТ имени В. И. Качалова)[6]
- 1976 — «Сирано де Бержерак» (Казанский русский БДТ имени В. И. Качалова)[7]
- 1976 — «Черно-белое ТВ» (Казанский русский БДТ имени В. И. Качалова)
- 1977 — «Цилиндр» Э. Де Филиппо (Казанский русский БДТ имени В. И. Качалова)
- 1979 — «Впервые замужем» П. Нилина (Московский драматический театр на Малой Бронной)
- 1980 — «Она в отсутствии любви и смерти» Э. С. Радзинского (Московский академический театр имени Владимира Маяковского)[8][9]
- 1980 — «Пойти и не вернуться» В. В. Быкова (Московский драматический театр на Малой Бронной)
- 1987 — «Я стою у ресторана» Э. С. Радзинского (Московский академический театр имени Владимира Маяковского)[10][11][12]
- 1988 — «Порог» А. Дударева (Московский драматический театр им. К. С. Станиславского)
- 1988 — «Дело» Сухово-Кобылина (Московский драматический театр им. К. С. Станиславского)
- 1989 — «Женский стол в охотничьем зале» В. Мережко (Московский драматический театр имени К. С. Станиславского)
- 1989 — «Постояльцы» М. Горького (Московский драматический театр им. К. С. Станиславского)[13]
- 1989 — «Мать Иисуса» А. Володина (Московский драматический театр на Малой Бронной)[14]
- 1989 — «Вальпургиева ночь или шаги командора» Венедикта Ерофеева (Московский драматический театр на Малой Бронной)[15]
- 1990 — «Вальпургиева ночь или шаги командора» Венедикта Ерофеева (Национальный театр Македонии, г. Скопье)
- 1991 — «Москва-Петушки» Венедикта Ерофеева (Московский драматический театр на Малой Бронной)
- 1993 — «Балаганщик» (Театр Гешер)
- 1992 — «Мутанты» С. Злотникова (Национальный театр Израиля «Габима»)[16]
- 1993 — «К вам сумасшедший» С. Злотникова (Театр Семёна Злотникова «Ноев ковчег», Иерусалим)
- 1993 — «Триптих на двоих» С. Злотникова (Театр Семёна Злотникова «Ноев ковчег», Иерусалим)
- 1994 — «Контракт» Мрожека (Театр Гешер)
- 1994 — «Момик» По роману-бестселлеру Дэвида Гроссмана (Театр Гешер)[17],
- 2004 — «Старомодная комедия» А. Н. Арбузова (Московский академический театр имени Владимира Маяковского)[18]
- 2005 — «На дне» М. Горького (Театр на Покровке под руководством Сергея Арцибашева)[19][20]
- 2006 — «Бывшие сестры» Андрея Васильева, (Красноярский драматический театр имени А. С. Пушкина)[21]
- 2007 — «На всякого мудреца довольно простоты» А. Н. Островского (Нижегородский государственный академический театр драмы имени М. Горького)[22]
- 2008 — «Трое» инсценировка Владимира Портнова по мотивам повести Максима Горького «Трое» (Российский театр драмы имени Ф. Волкова)[23][24]
- 2011 — «Быть или не быть» У. Гибсона (Краснодарский академический театр драмы)[25][26]
- 2011 — «На дне» М. Горького (Академический русский театр драмы имени Георгия Константинова)[27][28]
- 2012 — «На дне» М. Горького (Московский драматический театр имени Рубена Симонова)[29]
- 2012 — «Недоросль» Д. И. Фонвизина (Государственный Пушкинский театральный центр в Санкт-Петербурге)[30][31]
- 2013 — «Порог» А. Дударева (Тамбовский драматический театр)

### Роли в кино
- 1982 — Предел желаний
- 1984 — Берег его жизни
- 1987 — Почему убили Улофа Пальме?[32]
- 1987 — Мораль Леонардо — Оппенгеймер
- 1988 — Узник замка Иф — ювелир
- 2010 — Багровый цвет снегопада — Лютый
- 2011 — Раскол — Стефан Вонифатьев[33][34]